# Cephalocarida
Cephalocarida, razred rakova kojeg čine svega pet rodova s 12 vrsta sitnih račića koji narastu od 2 do 4mm. Jedini red je Brachypoda s poorodicom  Hutchinsoniellidae. Ime porodice došlo je po rodu Hutchinsoniella, čija je jedina vrsta, H. macracantha, otkrivena u Long Island Soundu, a opisao ju je Sanders, 1955.

## Rodovi
1. Genus Chiltoniella Knox & Fenwick, 1977
2. Genus Hampsonellus Hessler & Wakabara, 2000
3. Genus Hutchinsoniella Sanders, 1955
4. Genus Lightiella Jones, 1961
5. Genus Sandersiella Shiino, 1965